# Ottó Titusz Bláthy

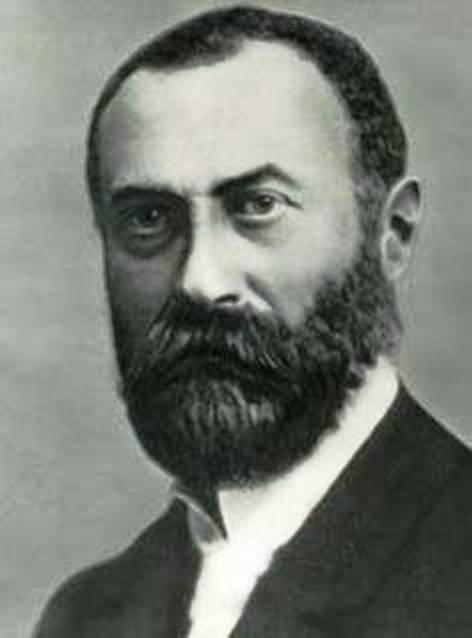
Otto Bláthy

Ottó Titusz Bláthy (* 11. August 1860 in Tata; † 26. September 1939 in Budapest) war ein ungarischer Maschinenbau-Ingenieur.

## Leben

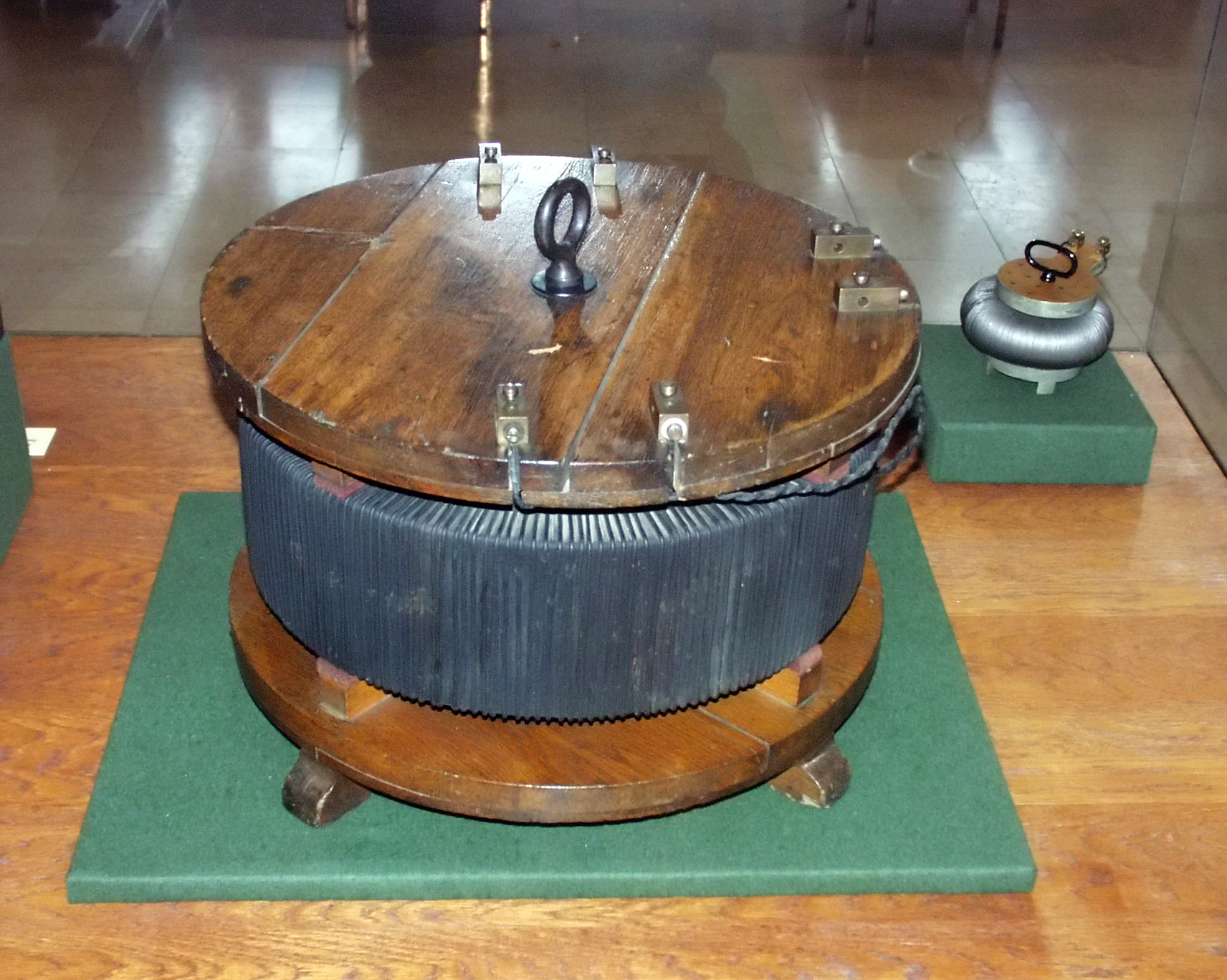
1885: Transformator von Zipernowsky, Déri und Bláthy

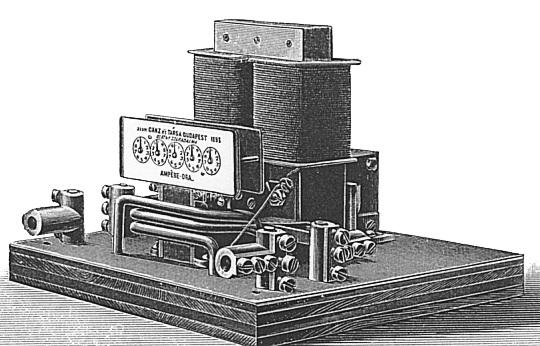
1889: Wattmeter konstruiert von Bláthy

Bláthy studierte Maschinenbauwesen an der Technischen Hochschule Wien bis zum Diplom 1882 und arbeitete ab 1883 bei der Firma Ganz in Budapest. Wesentliche Verdienste erwarb er sich durch die Entwicklung des Transformators zusammen mit Miksa Déri und Károly Zipernowsky 1885. Bláthy reichte über hundert Patente vorwiegend zu elektrischen Maschinen ein. Von 1887 experimentierte er mit Wechselstrom-Generatoren, die ein Jahr später an einem italienischen Kraftwerk eingeführt wurden. 1889 entwarf er einen Kilowattstundenzähler, der nach ihm genannt wurde.
Als Hofrat Ing. Otto Blathy, leitender Direktor der elektrotechnischen Abteilung der Firma Ganz & Co. in Budapest, wurde dem einstigen Alumnus 1917 von der Technischen Hochschule Wien die Würde eines Ehrendoktors der technischen Wissenschaften verliehen.
Bláthy war Ehrenmitglied der ungarischen Akademie der Wissenschaften von 1927.
Auf der Weltausstellung in Paris 1900 wurde Bláthy der Grand Prix verliehen. Eine Budapester Straße ist nach ihm benannt.

## Schachkomposition
Bláthy spezialisierte sich vor allem auf langzügige Schachkompositionen, viele davon liegen im Grenzbereich zwischen Mehrzüger und Studie. 50 davon veröffentlichte er 1890 in seinem Buch, in dessen Anhang unter anderem eine Studie und ein Matt in 345 Zügen aufgeführt ist. Allerdings zweifelte er die Korrektheit von letzterem selbst an und verzichtete auf die Angabe einer Lösung. Drei seiner Aufgaben im Buch haben die Forderung Matt in ca. ... Zügen. In der Lösung werden bestimmte Varianten einfach abgeschätzt. Auch in nachfolgendem Beispiel, Diagramm 50 im Buch, fehlt der letzte Teil der Lösung.
Außerdem wurde von ihm ein Matt in 292 Zügen veröffentlicht – die Stellung ist allerdings illegal, da die Anordnung der weißen Bauern nur möglich wäre, wenn sie mindestens acht schwarze Steine geschlagen hätten:
|   | a | b | c | d | e | f | g | h |   |
| 8 |   |   |   |   |   |   |   |   | 8 |
| 7 |   |   |   |   |   |   |   |   | 7 |
| 6 |   |   |   |   |   |   |   |   | 6 |
| 5 |   |   |   |   |   |   |   |   | 5 |
| 4 |   |   |   |   |   |   |   |   | 4 |
| 3 |   |   |   |   |   |   |   |   | 3 |
| 2 |   |   |   |   |   |   |   |   | 2 |
| 1 |   |   |   |   |   |   |   |   | 1 |
|   | a | b | c | d | e | f | g | h |   |

Lösung:

1. Dd7+ Kb6 2. a5+ Ka7 3. Dd4+ Kb8 4. Dd8+ Ka7 5. Db6+ Kb8 6. c3 Kc8 7. Dc5+ Kb8 8. De5+ Kc8 9. Dd5 Kc7 10. Dd7+ Kb8 11. Dd8+ Ka7 12. Db6+ Kb8 13. e3 Kc8 14. Dc5+ Kb8 15. De5+ Kc8 16. Dd5 Kc7 17. Dd7+ Kb8 18. Dd8+ Ka7 19. Db6+ Kb8 20. g3 Kc8 21. Dc5+ Kb8 22. De5+ Kc8 23. Dd5 Kc7 24. Dd7+ Kb8 25. Dd8+ Ka7 26. Db6+ Kb8 27. Ka3 Kc8 28. Dc5+ Kb8 29. De5+ Kc8 30. Dd5 Kc7 31. Dd7+ Kb8 32. Dd8+ Ka7 33. Db6+ Kb8 34. Kb2 Kc8 35. Dc5+ Kb8 36. De5+ Kc8 37. Dd5 Kc7 38. Dd7+ Kb8 39. Dd8+ Ka7 40. Db6+ Kb8 41. Kc2 Kc8 42. Dc5+ Kb8 43. De5+ Kc8 44. Dd5 Kc7 45. Dd7+ Kb8 46. Dd8+ Ka7 47. Db6+ Kb8 48. Kd2 Kc8 49. Dc5+ Kb8 50. De5+ Kc8 51. Dd5 Kc7 52. Dd7+ Kb8 53. Dd8+ Ka7 54. Db6+ Kb8 55. Ke2 Kc8 56. Dc5+ Kb8 57. De5+ Kc8 58. Dd5 Kc7 59. Dd7+ Kb8 60. Dd8+ Ka7 61. Db6+ Kb8 62. Kf2 Kc8 63. Dc5+ Kb8 64. De5+ Kc8 65. Dd5 Kc7 66. Dd7+ Kb8 67. Dd8+ Ka7 68. Db6+ Kb8 69. Kg2 Kc8 70. Dc5+ Kb8 71. De5+ Kc8 72. Dd5 Kc7 73. Dd7+ Kb8 74. Dd8+ Ka7 75. Db6+ Kb8 76. h3 gxh3+ 77. Kxh3 Kc8 78. Dc5+ Kb8 79. De5+ Kc8 80. Dd5 Kc7 81. Dd7+ Kb8 82. Dd8+ Ka7 83. Db6+ Kb8 84. Kg2 Kc8 85. Dc5+ Kb8 86. De5+ Kc8 87. Dd5 Kc7 88. Dd7+ Kb8 89. Dd8+ Ka7 90. Db6+ Kb8 91. Kf2 Kc8 92. Dc5+ Kb8 93. De5+ Kc8 94. Dd5 Kc7 95. Dd7+ Kb8 96. Dd8+ Ka7 97. Db6+ Kb8 98. Ke2 Kc8 99. Dc5+ Kb8 100. De5+ Kc8 101. Dd5 Kc7 102. Dd7+ Kb8 103. Dd8+ Ka7 104. Db6+ Kb8 105. Kd2 Kc8 106. Dc5+ Kb8 107. De5+ Kc8 108. Dd5 Kc7 109. Dd7+ Kb8 110. Dd8+ Ka7 111. Db6+ Kb8 112. Kc2 Kc8 113. Dc5+ Kb8 114. De5+ Kc8 115. Dd5 Kc7 116. Dd7+ Kb8 117. Dd8+ Ka7 118. Db6+ Kb8 119. Kb2 Kc8 120. Dc5+ Kb8 121. De5+ Kc8 122. Dd5 Kc7 123. Dd7+ Kb8 124. Dd8+ Ka7 125. Db6+ Kb8 126. Ka3 Kc8 127. Dc5+ Kb8 128. De5+ Kc8 129. Dd5 Kc7 130. Dd7+ Kb8 131. Dd8+ Ka7 132. Db6+ Kb8 133. Kb4 Kc8 134. Dc5+ Kb8 135. De5+ Ka7 136. Dd4+ Kb8 137. Dxh8 Kc7 138. De5+ Kc8 139. Dd5 Kb8 140. Dd8+ Ka7 141. Db6+ Kb8 142. Ka3 Kc8 143. Dc5+ Kb8 144. De5+ Kc8 145. Dd5 Kc7 146. Dd7+ Kb8 147. Dd8+ Ka7 148. Db6+ Kb8 149. Kb2 Kc8 150. Dc5+ Kb8 151. De5+ Kc8 152. Dd5 Kc7 153. Dd7+ Kb8 154. Dd8+ Ka7 155. Db6+ Kb8 156. Kc2 Kc8 157. Dc5+ Kb8 158. De5+ Kc8 159. Dd5 Kc7 160. Dd7+ Kb8 161. Dd8+ Ka7 162. Db6+ Kb8 163. Kd2 Kc8 164. Dc5+ Kb8 165. De5+ Kc8 166. Dd5 Kc7 167. Dd7+ Kb8 168. Dd8+ Ka7 169. Db6+ Kb8 170. Ke2 Kc8 171. Dc5+ Kb8 172. De5+ Kc8 173. Dd5 Kc7 174. Dd7+ Kb8 175. Dd8+ Ka7 176. Db6+ Kb8 177. Kf2 Kc8 178. Dc5+ Kb8 179. De5+ Kc8 180. Dd5 Kc7 181. Dd7+ Kb8 182. Dd8+ Ka7 183. Db6+ Kb8 184. Kg2 Kc8 185. Dc5+ Kb8 186. De5+ Kc8 187. Dd5 Kc7 188. Dd7+ Kb8 189. Dd8+ Ka7 190. Db6+ Kb8 191. Kh3 Kc8 192. Dc5+ Kb8 193. De5+ Kc8 194. Dd5 Kc7 195. Dd7+ Kb8 196. Dd8+ Ka7 197. Db6+ Kb8 198. g4 Kc8 199. Dc5+ Kb8 200. De5+ Kc8 201. Dd5 Kc7 202. Dd7+ Kb8 203. Dd8+ Ka7 204. Db6+ Kb8 205. gxh5 gxh5 206. Kg2 Kc8 207. Dc5+ Kb8 208. De5+ Kc8 209. Dd5 Kc7 210. Dd7+ Kb8 211. Dd8+ Ka7 212. Db6+ Kb8 213. Kf2 Kc8 214. Dc5+ Kb8 215. De5+ Kc8 216. Dd5 Kc7 217. Dd7+ Kb8 218. Dd8+ Ka7 219. Db6+ Kb8 220. Ke2 Kc8 221. Dc5+ Kb8 222. De5+ Kc8 223. Dd5 Kc7 224. Dd7+ Kb8 225. Dd8+ Ka7 226. Db6+ Kb8 227. Kd2 Kc8 228. Dc5+ Kb8 229. De5+ Kc8 230. Dd5 Kc7 231. Dd7+ Kb8 232. Dd8+ Ka7 233. Db6+ Kb8 234. Kc2 Kc8 235. Dc5+ Kb8 236. De5+ Kc8 237. Dd5 Kc7 238. Dd7+ Kb8 239. Dd8+ Ka7 240. Db6+ Kb8 241. Kb2 Kc8 242. Dc5+ Kb8 243. De5+ Kc8 244. Dd5 Kc7 245. Dd7+ Kb8 246. Dd8+ Ka7 247. Db6+ Kb8 248. Ka3 Kc8 249. Dc5+ Kb8 250. De5+ Kc8 251. Dd5 Kc7 252. Dd7+ Kb8 253. Dd8+ Ka7 254. Db6+ Kb8 255. Kb4 Kc8 256. Dc5+ Kb8 257. Kxc4 Da7 258. Dxa7+ Kxa7 259. Kc5 b6+ 260. axb6+ Kb7 261. c4 a5 262. Kb5 a4 263. Kxa4 Kxb6 264. Kb4 Kc6 265. c5 Kd5 266. Kb5 Kxe6 267. Kc6 Kf7 268. Kd7 e5 269. c6 Se7 270. c7 Sd5 271. c8=D Sb6+ 272. Kd8 Sxc8 273. Kxc8 Ke8 274. Kc7 Ke7 275. Kc6 Ke6 276. Kc5 Ke7 277. Kd5 Kf7 278. Kxe5 Kg7 279. Kxe4 Kg6 280. Kf4 Kf7 281. Kf5 Kg7 282. e4 Kf7 283. g6+ Ke7 284. e5 Kf8 285. e6 Ke7 286. g7 Kd6 287. g8=D Kc5 288. e7 Kd4 289. e8=D Kc5 290. De5+ Kb4 291. Dgb8+ Kc4 292. Dbb5#

## Publikationen
- Otto T. Bláthy: Vielzügige Schachaufgaben. Zweite, vermehrte Auflage, Verlag von Veit, Leipzig 1890.